# Fizyka materii skondensowanej

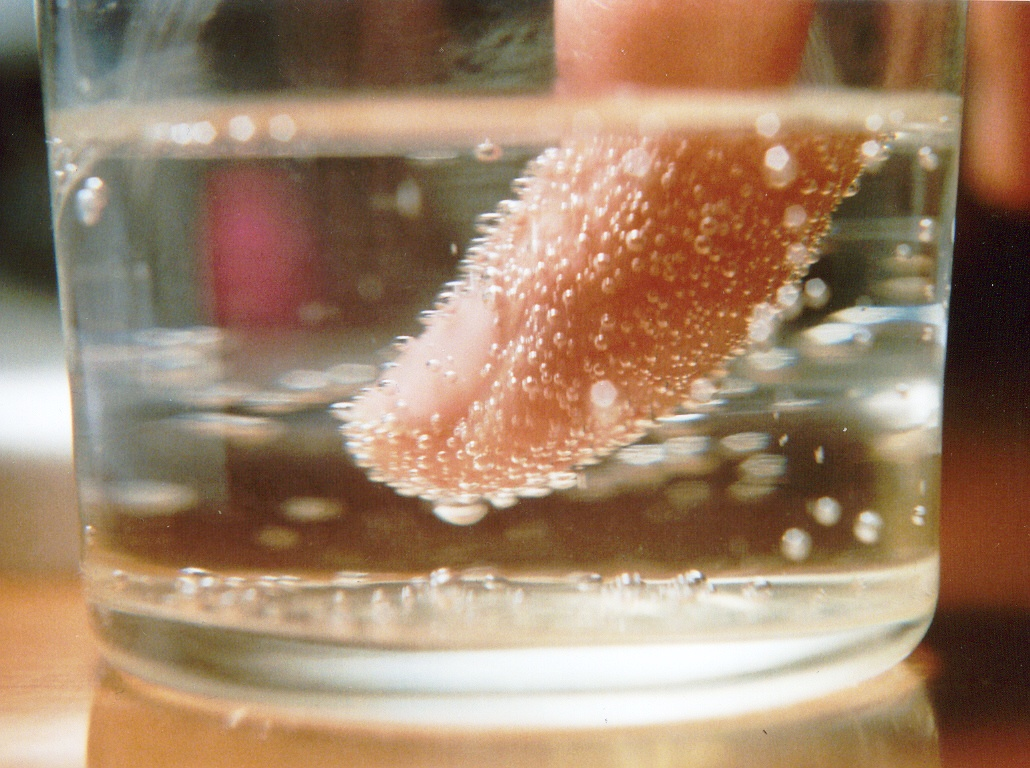
Zarodkowanie (nukleacja) bąbelków dwutlenku węgla dookoła ludzkiego palca.

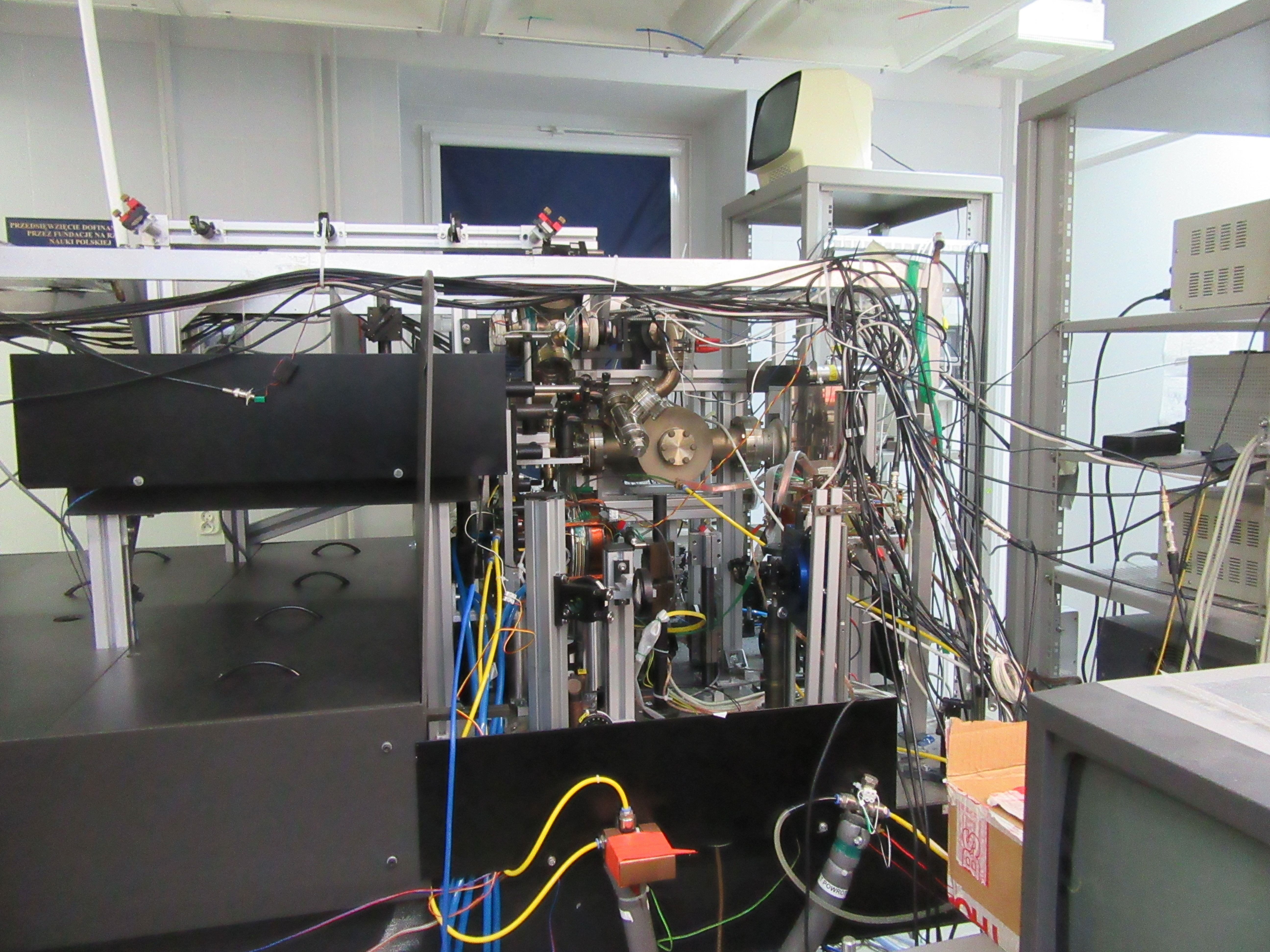
Zestaw do uzyskiwania kondensatu B-E w laboratorium FAMO na Uniwersytecie Mikołaja Kopernika w Toruniu.

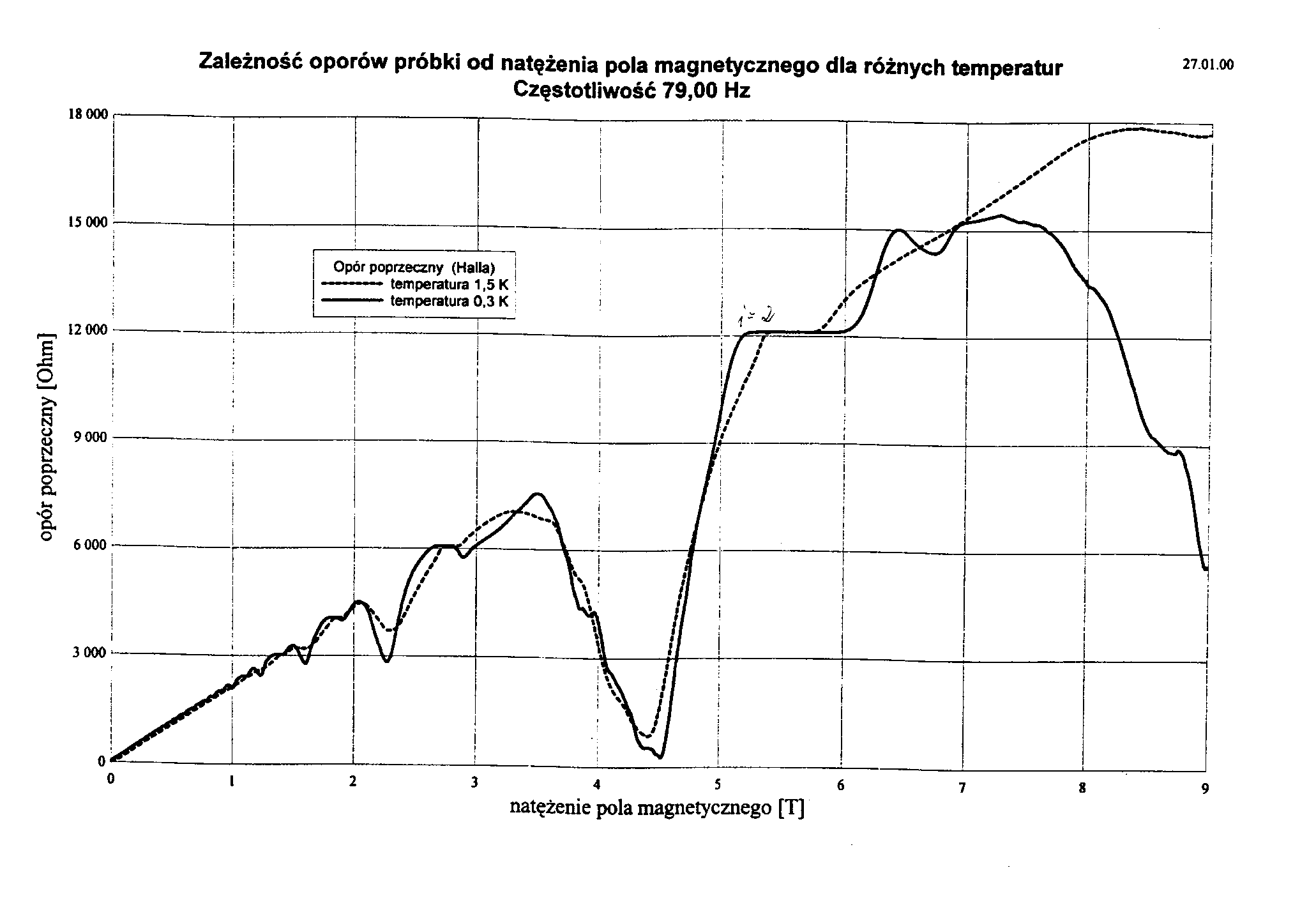
Wyniki pomiarów (całkowitego) kwantowego zjawiska Halla.

Fizyka materii skondensowanej – dział fizyki zajmujący się makroskopowymi własnościami fizycznymi materii.
Fizyka materii skondensowanej zajmuje się w szczególności fazą skondensowaną materii, czyli sytuacjami, w których liczba składników układu jest bardzo duża oraz oddziaływania pomiędzy składnikami są silne. Najbardziej znanymi przykładami materii skondensowanej są ciała stałe oraz ciecze, gdzie o kształcie układu decydują oddziaływania elektromagnetyczne pomiędzy atomami lub cząsteczkami wchodzącymi w skład układu. Bardziej egzotycznymi fazami są: stan nadciekły, kondensat Bosego-Einsteina, nadprzewodniki pierwszego i drugiego rodzaju, ferromagnetyk i antyferromagnetyk. 
Fizyka materii skondensowanej jest najobszerniejszym działem współczesnej fizyki. Wyrosła bezpośrednio z fizyki ciała stałego, która jest uważana obecnie za główną gałąź fizyki materii skondensowanej. Sam termin fizyka materii skondensowanej został zaproponowany przez Philipa Andersona oraz Volkera Heinego.
Jednym z powodów powstania wspólnej nazwy materia skondensowana dla, często odległych dziedzin fizyki, jest fakt, że modele i metody używane w tych dziedzinach są bardzo podobne bądź wręcz te same. Przykładowo elektrony przewodnictwa w przewodniku tworzą rodzaj cieczy kwantowej o bardzo podobnych właściwościach do cieczy złożonych z atomów. W szczególności, w nadprzewodnictwie kondensacja elektronów w nowy rodzaj fazy, w której poruszają się bez strat, jest bardzo podobna do fazy nadciekłej występującej w niskich temperaturach w 3He.
Fizyka materii skondensowanej posiada dużą część wspólną z chemią, fizyką materiałów, nanotechnologią, inżynierią.

## Tematyka objęta fizyką materii skondensowanej
- Fazy
  - Gaz; Ciecz; Ciało stałe
  - Niskotemperaturowe fazy- Kondensat Bosego-Einsteina, Gaz Fermiego; Ciecz Fermiego, Kondensat fermionów; Ciecz Luttingera; Nadciekłość; Złożone fermiony; Supersieci
  - Zjawiska fazowe – Parametr porządku; Przejście fazowe
- Interfejsy
  - Naprężenia na powierzchniach
  - Wzrost domenowy – Nukleacja
- Sieć krystaliczna
  - Izolator; Metal; Półprzewodnik; Półmetal
  - Zjawiska elektronowe – Przerwa pasmowa; Fale Blocha; Pasmo przewodnictwa; Masa efektywna; Przewodnictwo elektryczne; Dziura; Pasmo walencyjne
  - Zjawiska elektronowe – Efekt Kondo; Plazmon; Kwantowy efekt Halla; Nadprzewodnictwo; Kryształ Wignera; Efekt termoelektryczny
  - Zjawiska sieciowe – Antyferromagnetyk; Efekt ferroelektryczny; Ferromagnetyk; Magnon; Fonon; Szkło spinowe; Defekt topologiczny
- Ciała stałe o niekrystalicznej strukturze
  - Rodzaje – Postać amorficzna; Kwazicząstki
- Miękka materia skondensowana
  - Rodzaje – Ciekłe kryształy; Polimery; Płyn nienewtonowski; Żele; Zole; Emulsje; Koloidy; Stan szklisty
- Nanotechnologia
  - NEMS
  - Mikroskopia sił atomowych
  - Transport Ciepła w nanoskali
  - Transport spinowy